# George Cochran
George Paterson Cochran, a veces llamado George Cockram (Bathgate, 21 de agosto de 1870-Paisley, 25 de abril de 1929), fue un futbolista británico que jugó para algunos de los primeros clubes catalanes y vascos de la historia, especialmente el Athletic Bilbao entre 1902 y 1904.
Fue una de las figuras más importantes en los inicios del fútbol en España, desempeñando un papel significativo en la promoción del fútbol en Cataluña y luego en Bilbao. En Cataluña, jugó como delantero en varios equipos experimentales en la década de 1890, como el Barcelona Football Club y la Asociación de Fútbol de Torelló, y en Bilbao, jugó como centrocampista en algunos de los primeros clubes vascos que existieron a principios de la década de 1900, como el Bilbao FC y el Athletic Club, ganando la Copa del Rey de fútbol 1903 con este último.

## Primeros años de vida
Cochran nació el 21 de agosto de 1870 en Bathgate. Fue el único hijo de los siete hijos de William Cochran y Elizabeth Paterson. Unos años más tarde, la familia, supuestamente por motivos laborales, se instaló en la localidad de Paisley, Renfrewshire, Escocia. En algún momento a principios de la década de 1890, Cochran, de 20 años, llegó a Barcelona por motivos de trabajo, como muchos otros británicos que se mudaron a la capital catalana. No hay registro de dónde trabajaba, pero sí se sabe que inmediatamente empezó a jugar al fútbol con otros británicos.

## Carrera futbolística

### Sociedad de Foot-ball de Barcelona
En 1892, Cochran conoció a James Reeves, que estaba reclutando entusiastas del fútbol para crear un club bien organizado, y se unió a él, impresionado por su espíritu emprendedor. Junto con Reeves y algunos otros pioneros de la ciudad, como Henry W. Brown, Henry Wood y los Morris (Jaime y Samuel), formaron la Sociedad de Foot-ball de Barcelona a finales de 1892, y Cochran fue crucial en su éxito. El único otro escocés conocido en el club era William MacAndrews, aunque la naturaleza de su relación sigue siendo desconocida.

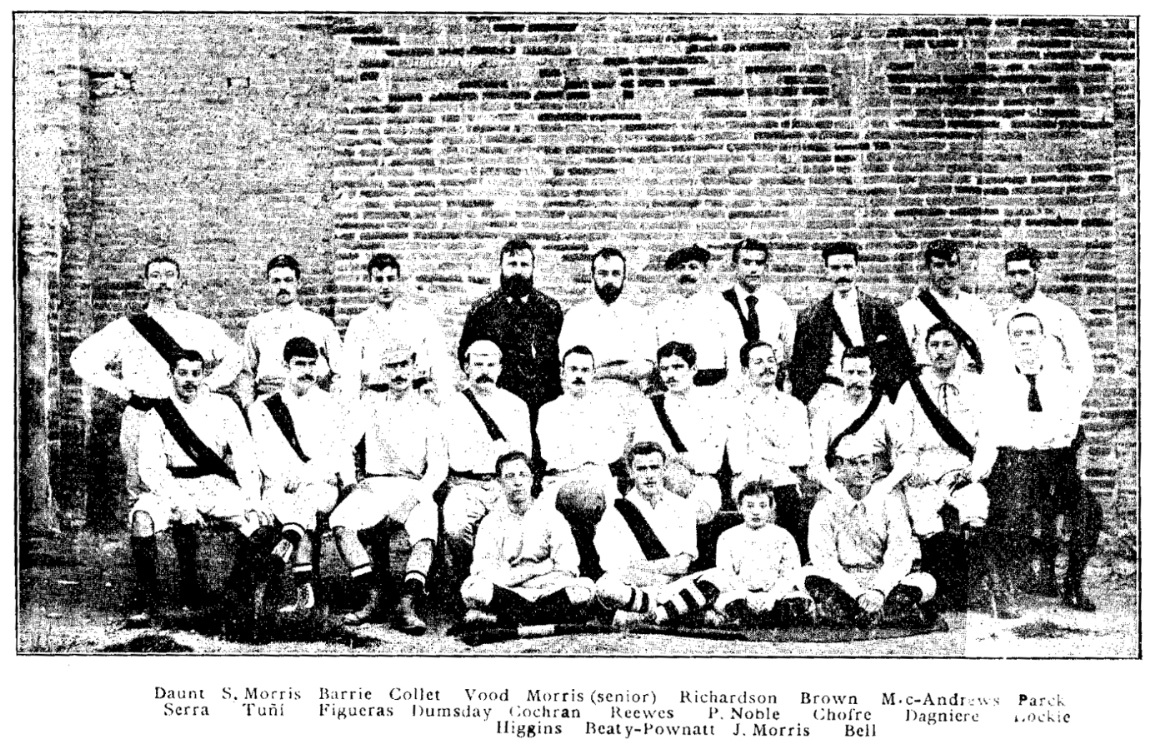
Cochran aparece en la imagen más antigua documentada de un equipo de fútbol en España. Se le puede ver en la segunda fila, el quinto desde la izquierda, entre Dumsday y Reeves, el capitán de los Rojos.

Esta entidad acogió el primer partido de fútbol del que se tiene conocimiento en la ciudad, que se celebró en el Hipódromo de Can Tunis el 25 de diciembre de 1892. No está claro si jugó en este partido. Sin embargo, sí jugó el 12 de marzo de 1893 en el histórico partido entre un equipo rojo capitaneado por Reeves y un equipo azul liderado por él mismo, guiando a su equipo a una victoria por 2-1 con dos goles de los locales (Figueras y Jorge Barrié). Cochran aparece en una fotografía de grupo de estos dos equipos antes del partido, en la que está sentado junto al capitán del equipo rival, Reeves; se considera ampliamente que es la fotografía más antigua de un equipo de fútbol en España. Continuó disputando partidos con asiduidad, pero debido al poco rigor estadístico que tenían los periódicos de esa época, se desconoce el número exacto de partidos y goles que realizó.
Ya sea a finales de 1894 o principios de 1895, y según se sugirió en la prensa, iniciaron formalmente un club de fútbol en Barcelona al fundar la Sociedad de Foot-ball de Barcelona. Entre 1892 y 1894, Reeves y Cochran siempre actuaron como capitanes de los dos equipos en que se dividían los socios del club cada domingo. El último ejemplo de esto fue el 8 de diciembre de 1894, esta vez con Cochran siendo el capitán de los Rojos y Reeves de los Azules, y anotó el tercero en una victoria por 3-1. En su siguiente y último partido con el club azulgrana apareció con la pérdida de la capitanía, que pasó a manos de John Beaty-Pownall, de 20 años. Esto fue probablemente el resultado de un creciente conflicto entre él y Reeves, probablemente por el proceso de formalización que estaba viviendo el club, que finalmente provocó que la entidad se dividiera en dos grupos, uno encabezado por Reeves y el otro por Cochran, Wood y MacAndrews. El grupo de Cochran decidió trasladarse e instalarse en la vecina población de San Vicente de Torelló en Osona, donde introdujeron el fútbol en la colonia textil de Borgonyà construida por la empresa de hilatura escocesa de los hermanos Coats, originarios de Paisley.

### Asociación de Fútbol de Torelló
Aparte de los partidos de entrenamiento (azules vs. rojos), la sociedad de Torelló sólo disputó dos partidos en la temporada 1894-95, ambos contra el Barcelona, lo que marcó la primera vez que equipos de dos ciudades diferentes se enfrentaban en Cataluña, y Cochran fue el capitán en ambos partidos. El primer partido se disputó el 24 de marzo de 1895 y acabó con una derrota a domicilio por 8-3, y el resultado se atribuyó a que Torelló jugó contra el sol y contra el viento, y a que sus cinco delanteros tuvieron problemas para atravesar los fuertes y robustos defensores del Barcelona. Los goles de Torelló fueron anotados por Cochran, Englis y A. Tong. El segundo partido se celebró en Torelló el 14 de abril, y según las crónicas de la época, se disputó este llamado «desafío» como un acto de revancha, y esta vez la victoria sonrió a los de Torelló con un triunfo por 5-3. Sorprendentemente, Cochran anotó un triplete en la primera mitad para darle una ventaja de 3-0 a su equipo, en una victoria final de 5-3.
Cuando James Reeves regresó al Reino Unido en el otoño de 1895, la Sociedad de Fútbol de Barcelona comenzó a decaer y alrededor de 1896 parece desaparecer. Debido a la ausencia de rivales.  La Asociación de Fútbol de Torelló continúa practicando fútbol amateur a día de hoy bajo el nombre de CD Borgonyà para reflejar con mayor exactitud la ubicación del club.  Sin embargo, se sabe que muchos de los jugadores de las sociedades barcelonesas continuaron practicando el fútbol a través de otras sociedades como la Sociedad Velocipedistas de Barcelona, que organizaba partidos de fútbol y otros deportes típicamente ingleses, pero tales arreglos también parecen haber desaparecido a finales de 1896. 
En algún momento a finales de la década de 1890, Cochran se trasladó a Vizcaya, en el País Vasco, presumiblemente por motivos laborales, y vivió en Portugalete durante unos años. Mientras que en Vizcaya, su apellido casi siempre se escribe como Cockran o Cockram.

### Bilbao Football Club
En 1901, junto con sus compatriotas británicos George Langford, William Dyer y Walter Evans, Cochran, de 31 años, fue uno de los residentes británicos en Bilbao que se unió al recientemente creado Bilbao Football Club. A finales de 1901, los dos clubes más importantes de la ciudad eran el Bilbao FC y el Athletic Club (actual Athletic Bilbao), despertándose así una rivalidad entre ambos equipos, que disputaron varios amistosos entre sí en el Hipódromo de Lamiaco. Cochran participó así en lo que hoy se considera una de las primeras rivalidades del fútbol español, una que contribuyó a convertir este deporte en un fenómeno de masas en Bilbao ya que sus duelos despertaban un gran interés. El 19 de enero de 1902, Cochran disputó el primer partido de pago celebrado en Vizcaya, ya que el público pagaba una entrada de 30 céntimos de peseta; el Bilbao FC perdió 2-4.

### Athletic Club
El 24 de marzo de 1903 el Bilbao FC se desintegró y sus socios restantes fueron absorbidos oficialmente por el Athletic Club. Cochran se convirtió en jugador del Athletic y permaneció allí hasta el final de la temporada 1903-04, jugando solo dos partidos para ellos, incluida la final de la Copa del Rey de fútbol 1903, en la que jugó junto a jugadores como Alejandro de la Sota Eizaguirre, su compatriota británico Walter Evans y los fundadores del club Juan Astorquia y Eduardo Montejo, este último también viviendo en Portugalete. Cochran estuvo en el centro de un triunfo de remontada de 3-2 sobre el Madrid FC (ahora conocido como Real Madrid) en la final. Su segunda aparición fue un partido amistoso contra Burdigala en Lamiaco el 13 de abril de 1904, ayudando a su equipo a obtener una victoria por 3-1.
Cochran también formó parte del equipo que ganó la Copa del Rey de fútbol 1904, que el Athletic consiguió sin jugar un solo partido ya que sus oponentes no se presentaron.

## Últimos años y muerte
Cochran se casó con Josefa Laban y tuvieron un hijo en 1914, George. En enero de 1929, la familia se trasladó de Santander a Liverpool, siendo su destino final Paisley. Sin embargo, sólo unos meses después, el 25 de abril, Cochran murió en su casa de Paisley, a la edad de 58 años. Su madre y su hijo regresaron a Santander el 6 de julio del mismo año.

## Honores
Athletic Club
- Copa del Rey:
  - Ganadores: 1903, 1904
  - Subcampeón: 1905